# Natourcriterium Roeselare 2021
De 11e editie van de Belgische wielerwedstrijd het Criterium van Roeselare werd verreden op 20 juli 2021. De start en finish vonden plaats in Roeselare. De winnaar was Mark Cavendish, gevolgd door Tim Merlier en Jasper Philipsen.

## Uitslag
| Natourcriterium Roeselare 2021 |                  |                            |            |
| Plaats                         | Naam             | Ploeg                      | Tijd       |
| Winnaar                        | Mark Cavendish   | Deceuninck-Quick-Step      | 2u 16' 49" |
| 2                              | Tim Merlier      | Alpecin-Fenix              | z.t.       |
| 3                              | Jasper Philipsen | Alpecin-Fenix              | z.t.       |
| 4                              | Dylan Teuns      | Bahrain-Victorious         | z.t.       |
| 5                              | Brent Van Moer   | Lotto Soudal               | 19"        |
| 6                              | Jelle Wallays    | Cofidis, Solutions Crédits | z.t.       |
| 7                              | Jonas Rickaert   | Alpecin-Fenix              | z.t.       |
| 8                              | Tim Declercq     | Deceuninck-Quick-Step      | z.t.       |
| 9                              | Edward Theuns    | Trek-Segafredo             | z.t.       |
| 10                             | Aaron Van Poucke | Sport Vlaanderen-Baloise   | 42"        |

2010 · 2011 · 2012 · 2013 · 2014 · 2015 · 2016 · 2017 · 2018 · 2019 · 2020 · 2021 · 2022